# Franz Schedl
Franz Schedl (* 28. Oktober 1901 in Oberloisdorf; † 28. Mai 1982 ebenda) war ein österreichischer Zimmerer, Landwirt und Politiker. Schedl war verheiratet und Abgeordneter zum Burgenländischen Landtag.

## Leben
Franz Schedl wurde als Sohn des Zimmerers und Landwirts Franz Schedl geboren. Er besuchte die Volksschule und war danach als Zimmerergehilfe und Landwirt tätig.

## Politik
Er war ab 1927 Gauobmann der Christlichen Burschenschaft und von 1924 bis 1934 Vorstandsmitglied der Christlichen Gewerkschaft im Burgenland, zwischen 1931 und 1934 war er zudem deren 2. Obmann. Schedl war zudem von 1925 bis 1934 Mitglied des Beirats der Burgenländischen Arbeiterkammer und von 1935 bis 1938 Mitglied der Burgenländischen Verwaltungskommission/Arbeiterkammer. Er hatte des Weiteren von 1934 bis 1938 das Amt des Bürgermeisters von Oberloisdorf inne und war vom 11. November 1934 bis zum 12. März 1938 Mitglied des Ständischen Landtags im Burgenland. Er wurde 1938 kurzfristig inhaftiert und diente zwischen 1941 und 1945 in der deutschen Wehrmacht. Nach dem Zweiten Weltkrieg war Schedl zwischen dem 4. Jänner 1946 und dem 19. März 1953 erneut Abgeordneter zum Landtag der ÖVP sowie von 1950 bis 1958 Bürgermeister von Oberloisdorf.